# Пять основ протестантского богословия
Пять основ протестантского богословия (доктрины протестантизма, «пять только», от лат. Quinque sola) — основные принципы протестантской теологии, которые на латыни выражаются в форме фраз: Sola scriptura («только Писанием»), Sola fide («только верой»), Sola gratia («только благодатью»), Solus Christus («только Христос»), Soli Deo gloria («только Богу слава»).
Круг базовых для протестантизма взглядов сложился в эпоху Реформации и включил в себя такие понятия, как оправдание верой, всеобщее священство, исключительный авторитет Библии, природная греховность человека и возможность спасения только по благодати Бога.
Большая часть основных доктрин классического протестантизма представлена в виде принципа «пять только» — пять латинских тезисов, появившихся во время Реформации и являющихся её богословским итогом в противопоставлении учению Католической церкви того времени. «Пять только» ясно сформулировали пять фундаментальных догм Реформации, основных принципов, которые реформисты считали необходимыми для христианской жизни и практики.
Наряду с принципом всеобщего священства, принципы Quinque sola являются основой богословия современного классического протестантизма.

## Sola scriptura
Sola scriptura — доктрина о том, что Библия является единственным боговдохновенным и аутентичным словом Бога, единственным источником христианских доктрин, ясным и самоинтерпретируемым. Эта доктрина послужила причиной отказа от таких традиций в христианстве, которые противоречат букве и духу Библии или не имеют чёткого подтверждения в Священном Писании. Кальвинисты зашли дальше в неприятии старых традиций, чем лютеране или англикане, но все они едины в отрицании авторитета папы римского, спасения за добрые дела, индульгенций, почитании Девы Марии, святых, мощей, таинств (кроме крещения и Евхаристии), чистилища, молитвы за умерших, обета безбрачия духовенства, монашеской системы и использования латинского языка в богослужении (см. догмат триязычия). Эту доктрину иногда называют «формальным принципом Реформации», так как она является источником и основой принципа Sola fide.
Прилагательное sola и существительное scriptura стоят в творительном, а не в именительном падеже, чтобы показать, что Библия не сама по себе, а является инструментом Бога, с помощью которого Он приходит к человеку.

### Цитаты
Священное Писание является единственным судьёй, нормой и правилом, согласно которому, как на пробном камне, надлежит испытывать и оценивать все догмы.
— Формула Согласия, 1—7

А ты пребывай в том, чему научен и что тебе вверено, зная, кем ты научен. Притом же ты из детства знаешь священные писания, которые могут умудрить тебя во спасение верою во Христа Иисуса. Все Писание богодухновенно и полезно для научения, для обличения, для исправления, для наставления в праведности, да будет совершен Божий человек, ко всякому доброму делу приготовлен.
— 2Тим. 3:14—17

Исследуйте Писания, ибо вы думаете чрез них иметь жизнь вечную; а они свидетельствуют о Мне.
— Иоан. 5:39

## Sola fide
Sola fide — доктрина о том, что прощение можно получить только верой, безотносительно к добрым делам и поступкам.  Некоторые протестанты видят эту доктрину просуммированной с догматом «вера приносит прощение и добрые дела» в противоречие к римско-католическому догмату «вера и добрые дела приносят прощение». Эту доктрину иногда называют «материальным принципом Реформации», потому что эта доктрина была центральным богословским вопросом для Мартина Лютера и других реформистов. Лютер называл её «статьёй, на которой стоит или падает Церковь» (articulus stantis et cadentis ecclesiae). Эта доктрина утверждала отсутствие других возможностей для прощения грешника кроме как вера в искупительную жертву Христа.

### Цитаты
Вера твоя спасла тебя.
— Мф. 9:22

Человек оправдывается верою, независимо от дел закона.
— Рим. 3:28

Так Авраам поверил Богу, и это вменилось ему в праведность. Познайте же, что верующие суть сыны Авраама. И Писание, провидя, что Бог верою оправдает язычников, предвозвестило Аврааму: в тебе благословятся все народы. Итак верующие благословляются с верным Авраамом, а все, утверждающиеся на делах закона, находятся под клятвою. Ибо написано: проклят всяк, кто не исполняет постоянно всего, что написано в книге закона. А что законом никто не оправдывается пред Богом, это ясно, потому что праведный верою жив будет.
— Гал. 3:6—11

Единственно лишь благодатью, верой в спасительное деяние Христа, а не вследствие заслуг с нашей стороны, мы приняты Богом и получаем Святого Духа, Который обновляет наши сердца, призывая нас к добрым делам и делая способными их совершать.
— Совместная декларация о доктрине оправдания

## Sola gratia
Sola gratia — доктрина о том, что спасение приходит только как Божья благодать, как незаслуженная милость, а не как что-то заслуженное грешником. Это значит, что спасение — незаслуженный дар от Бога ради Иисуса. 

### Цитаты
Благословен Бог и Отец Господа нашего Иисуса Христа, благословивший нас во Христе всяким духовным благословением в небесах, так как Он избрал нас в Нём прежде создания мира, чтобы мы были святы и непорочны пред Ним в любви, предопределив усыновить нас Себе чрез Иисуса Христа, по благоволению воли Своей, в похвалу славы благодати Своей, которою Он облагодатствовал нас в Возлюбленном, в Котором мы имеем искупление Кровию Его, прощение грехов, по богатству благодати Его, каковую Он в преизбытке даровал нам во всякой премудрости и разумении.
— Еф. 1:3—8

## Solus Christus
Solus Christus — доктрина о том, что Иисус Христос является единственным посредником между Богом и человеком, и что спасение возможно только через веру в Него. Несмотря на отрицание других посредников между Богом и человеком, традиционное лютеранство чтит память Девы Марии и других святых. Каждый христианин, будучи избранным и крещённым, получает «посвящение» на общение с Богом, право проповедовать и совершать богослужение без посредников (церкви и духовенства). 

### Цитаты
Ибо един Бог, един и посредник между Богом и человеками, человек Христос Иисус, предавший Себя для искупления всех.
— 1Тим. 2:5, 6

А вы не называйтесь учителями, ибо один у вас Учитель - Христос, все же вы - братья; и отцом себе не называйте никого на земле, ибо один у вас Отец, Который на небесах; и не называйтесь наставниками, ибо один у вас Наставник - Христос.
— Мф. 23:8—10

благодаря Бога и Отца, призвавшего нас к участию в наследии святых во свете, избавившего нас от власти тьмы и введшего в Царство возлюбленного Сына Своего, в Котором мы имеем искупление Кровию Его и прощение грехов, Который есть образ Бога невидимого, рождённый прежде всякой твари; ибо Им создано всё, что на небесах и что на земле, видимое и невидимое: престолы ли, господства ли, начальства ли, власти ли, — всё Им и для Него создано; и Он есть прежде всего, и всё Им стоит. И Он есть глава тела Церкви; Он — начаток, первенец из мёртвых, дабы иметь Ему во всём первенство.
— Кол. 1:12—18

## Soli Deo gloria
Soli Deo gloria — доктрина о том, что человек должен почитать и поклоняться только Богу, так как спасение даруется только и единственно через Его волю и действия, а не только дар Искупления Иисуса на кресте, но также дар веры в это Искупление, созданной в сердцах верующих Святым Духом. 

### Цитаты
Итак, едите ли, пьёте ли, или иное что делаете, всё делайте во славу Божию.
— 1Кор. 10:31

Говорит ли кто, говори как слова Божии; служит ли кто, служи по силе, какую даёт Бог, дабы во всём прославлялся Бог через Иисуса Христа, Которому слава и держава во веки веков.
— 1Петр. 4:11

и соделавшему нас царями и священниками Богу и Отцу Своему, слава и держава во веки веков, аминь.
— Откр. 1:6

Ибо всё из Него, Им и к Нему. Ему слава во веки, аминь.
— Рим. 11:36